# Вулиця Бібліотечна (Львів)
Вулиця Бібліоте́чна — вулиця у Галицькому районі міста Львова, в місцевості Новий Світ. Сполучає вулиці Петра Дорошенка, Устияновича та Ірини Фаріон. 

## Історія
Вулиця відома з початку XVIII століття як частина вулиці Марії Магдалини, що простягалася за однойменним костелом; з 1871 року — частина вулиці Липової. З 1893 року мала назву вулиця Уєйського, на честь польського поета-романтика Корнеля Уєйського. У 1933–1943 роках мала назву вулиця Баворовських, на честь польської родини, які створили в будинку на цій вулиці музей та бібліотеку. За часів німецької окупації вулиця мала назву Адам Різеґассе, на честь німецького математика Адама Різа. Від жовтня до грудня 1945 року вулиця мала назву Факультетська, від грудня 1945 року на деякий час повернена назва вулиця Баворовських. Сучасна назва походить з 1946 року через розташування на вулиці колишньої публічної бібліотеки Баворовських (нині — відділ Львівської національної наукової бібліотеки України імені Василя Стефаника).

## Забудова
До вулиці приписаний лише один будинок під № 2 — колишній арсенал Сенявських, відомий також як Палац Баворовських. Будинок був зведений як фортифікаційна споруда для захисту Костелу святої Магдалини у 1630 році. У 1830-х—1840-х роках будівлю було перебудовано у стилі класицизм. Від 1877 року у будинку функціювала бібліотека, зібрана Віктором Баворовським (стала публічною у 1900 році). 1940 року сюди перенесено з вулиці Стефаника, 11, створений кілька місяців перед тим Відділ мистецтв Наукової бібліотеки імені В. Стефаника. З 2006 року, після реконструкції будівлі, тут розташовано Палац мистецтв імені Омеляна і Тетяни Антоновичів Львівської національної наукової бібліотеки України імені Василя Стефаника.

## Світлини

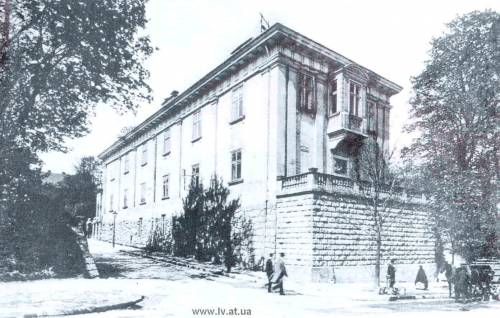
Арсенал Сенявських та вул. Бібліотечна у 1916 році
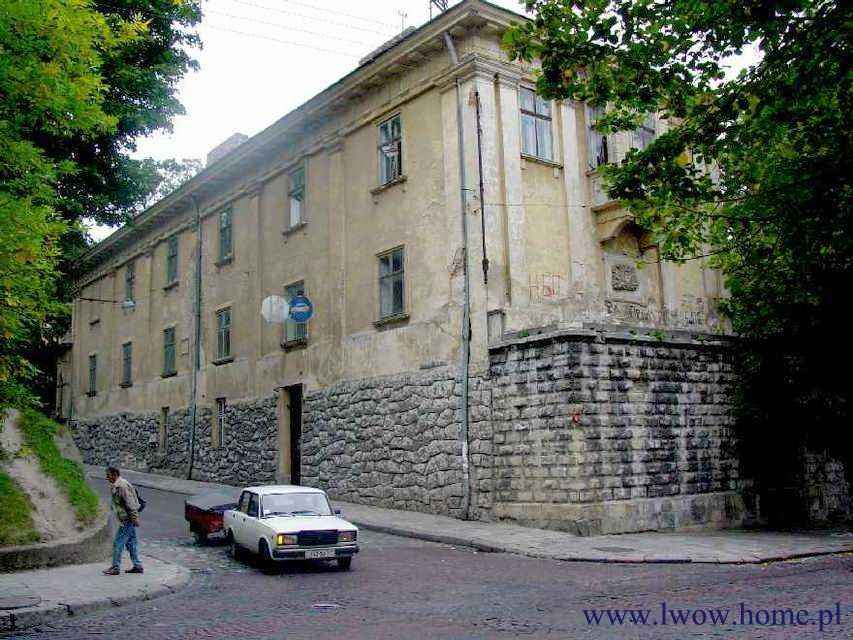
Арсенал Сенявських та вул. Бібліотечна у 2003 році